# Pathanamthitta (huyện)
Huyện Pathanamthitta là một huyện thuộc bang Kerala, Ấn Độ. Thủ phủ huyện Pathanamthitta đóng ở Pathanamthitta. Huyện Pathanamthitta có diện tích 2462 ki lô mét vuông. Đến thời điểm năm 2001, huyện Pathanamthitta có dân số 1231577 người.